# ミトコンドリアDNAハプログループ

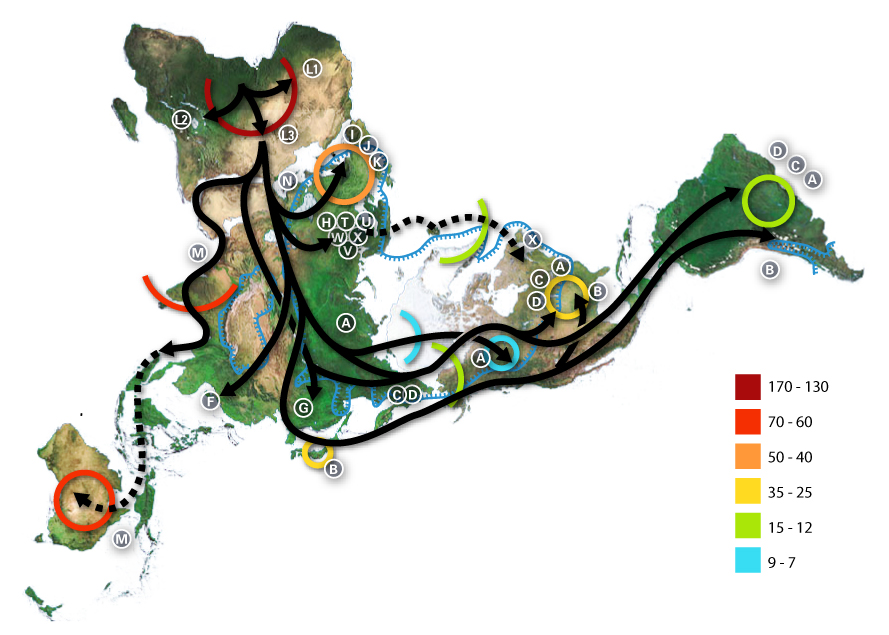
ミトコンドリアDNAハプログループ拡散モデル

ミトコンドリアDNAハプログループとは、母系で遺伝するミトコンドリアDNA（mtDNA）のハプログループ（＝ハプロタイプの集団）のことである。mtDNAハプログループとも。本項目ではヒトのミトコンドリアDNAハプログループについて述べる。

## 命名法
ヒトのミトコンドリアDNAハプログループの体系は、ネイティブ・アメリカンの研究でA, B, C, Dの4つが命名されたことに始まっており、それを踏襲してラテンアルファベットの大文字で大分類を行っている。それぞれの内部は1～2ケタの数字を使って細分されており、その内部は小文字のアルファベットで細分されている。以降、必要に応じて数字と小文字を交互に用い、たとえばD5a2a1a1aという具合である。
ハプログループの命名はなるべく系統関係を階層的に反映するようにされているが、歴史的経緯により例外が多数存在している。とくに最初のアルファベットは入れ子になっているものが多く、例えばハプログループCはハプログループMに内包されているし、ハプログループMはハプログループL3に内包されている。
最初のアルファベットが連続している場合は、それら全てのハプログループを内包する最小の単系統群を意味する。たとえばHVには、少なくともハプログループHとハプログループVが含まれることを意味している。ここにはこの2つ以外にも様々な系統が含まれており、それらはHV1やHV2などのように命名されている。

## 系統樹

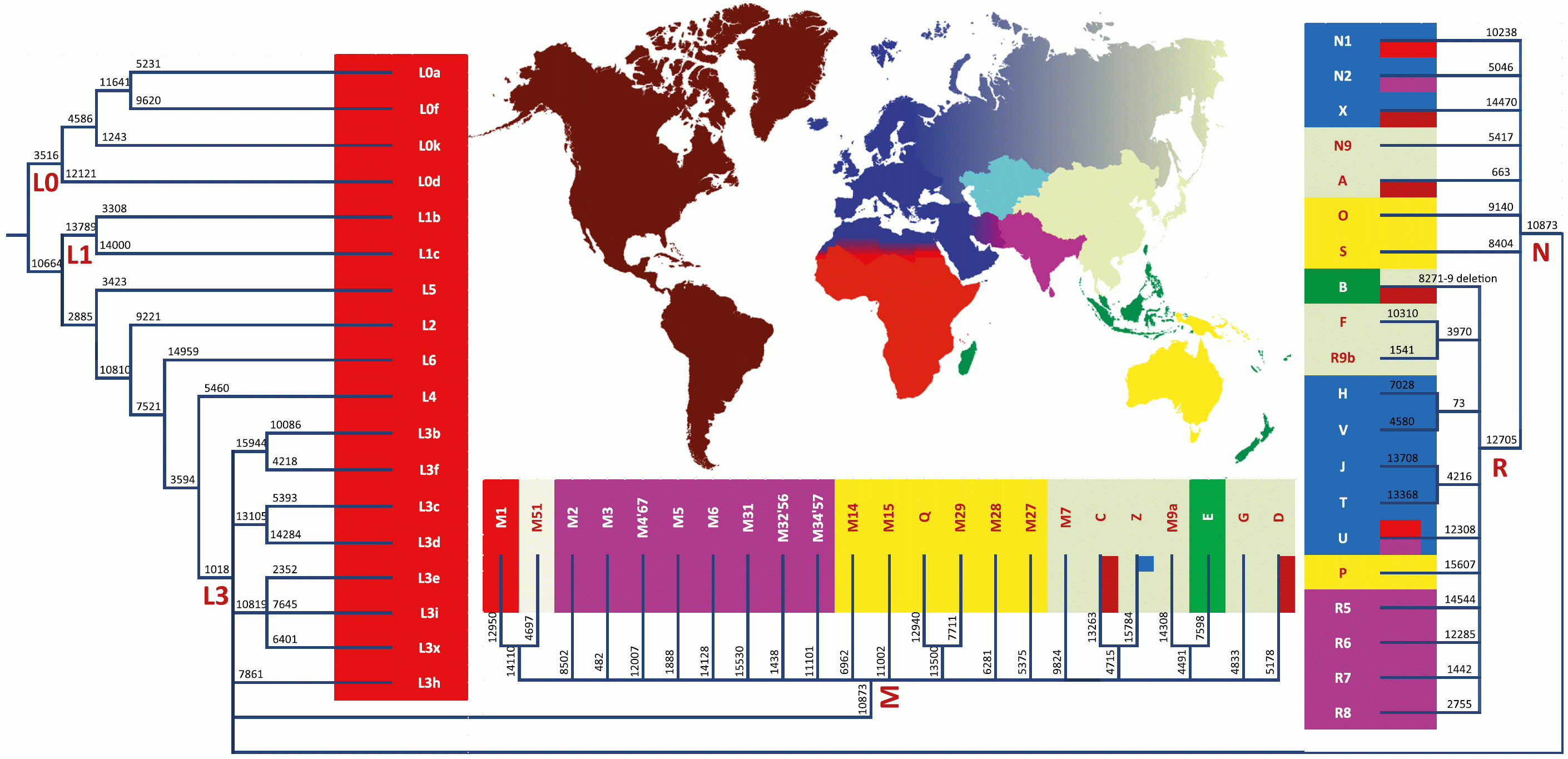
mtDNAハプログループの系統と分布

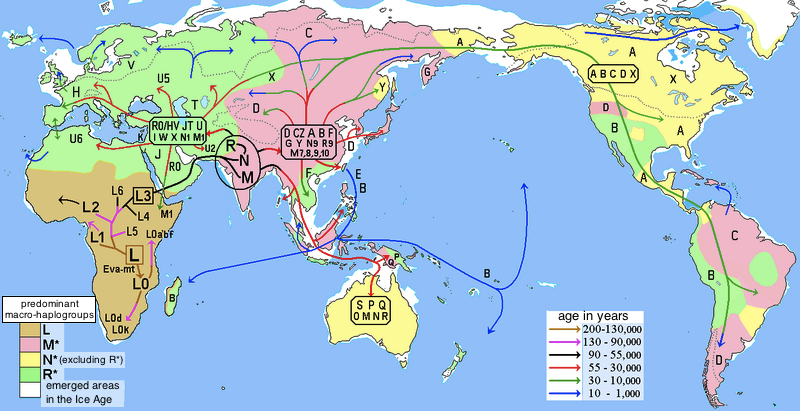
mtDNAハプログループの推定推定図

人類のmtDNAハプログループの大まかな系統樹を示す。
- L (ミトコンドリア・イヴ) - 20万年前
  - L0 - アフリカ東部、15万年前
  - L1-L6 - アフリカ東部、17万年前
    - L1 - アフリカ中央部、14万年前
    - L2-L6 - アフリカ東部、15万年前
      - L2 - 9万年前
      - L5 - 12万年前
      - L3,L4,L6 - 13万年前
        - L6
        - L3,L4
          - L4
          - L3 - アフリカ東部、7万年前
            - M - アフリカ東部 or 西アジア or 南アジア、6万年前
              - M7: M7a,M7b,M7c
              - M8: CZ (C, Z)
              - M9: E
              - M12: G
              - M29: Q
              - D

            - N - アフリカ東部 or 西アジア、7万年前
              - N1: I - 2.6万年前
              - N2: W - 2万年前
              - N9: Y
              - A
              - S
              - X - 3万年前
              - O
              - R - 6万年前
                - R0 (FMKA pre-HV)
                  - HV  - 西アジア、2.7万年前
                    - H - アジア西部、2万年前
                    - V - 1.4万年前

                - pre-JT or R2、JT - 中東、5.5万年前
                  - JT - 中東、5万年前
                    - J - 3.5万年前
                    - T - メソポタミア、2.7万年前

                - R9 - 4.7万年前
                  - F - 4.3万年前

                - R11
                  - B - 4.4万年前（B4）

                - P
                - U (formerly UK) - アフリカ北西部 or 南アジア、5.5万年前
                  - U8  - アジア西部、5万年前
                    - K - 3万年前